# Werner Mansfeld (Techniker)
Werner Mansfeld (* 9. November 1913 in Reppichau; † 17. Januar 2011 in Radeberg) war ein deutscher Hochschullehrer und Experte für Ortungs- und Navigationstechnik.

## Leben und Werk
Mansfeld wurde am 9. November 1913 in Reppichau in der Nähe von Köthen geboren. Hier besuchte er die Volks- und Oberrealschule, auf der er 1933 das Abitur ablegte. Bereits in seiner Schulzeit interessierte sich Mansfeld für die Ultrakurzwellen- und Fernsehtechnik und fertigte sich einen Eigenbau eines Fernsehempfängers mit einer Nipkow-Scheibe. Mit 17 Jahren erhielt er – für die damalige Zeit außergewöhnlich – eine Ehrennadel des Deutschen Funktechnischen Verbandes. 1934 begann Mansfeld ein Studium an der damaligen Technischen Hochschule in Dresden. Er wurde Mitglied der Burschenschaft Cheruscia Dresden. Sein Mentor wurde Heinrich Barkhausen, der in Dresden das Institut für Schwachstromtechnik gegründet hatte. In der Folge widmete sich Mansfeld dem Bereich der Funkaufklärung, der Erprobung neuer Funkhorch- und Peilempfänger, der Standortermittlung von beobachteten Sendern sowie der Ver- und Entschlüsselung von Funknachrichten. Diese Tätigkeiten waren mit der Wehrmacht verzahnt, da sie für die militärische Funkaufklärung von Nutzen waren. Mansfeld wurde so bei Kriegsbeginn 1939 zu einer Heeres-Nachrichtenabteilung einberufen – mitten in den Diplomprüfungen. In dieser Einheit war er mit den Aufgaben der Funkaufklärung betraut, zuletzt als Leutnant. 1942 erkrankte Mansfeld schwer und wurde  in eine Nachrichtenersatzabteilung nach Chemnitz versetzt. Bis 1944 war er bei der Funkaufklärung in Sachsen als Nachrichtenoffizier im Range eines Oberleutnants in der „Feste Funkstelle in Dresden“ zuständig. 1944 schloss er an der Hochschule seine Prüfung zum Diplom-Ingenieur bei Professor Barkhausen ab. Auf Betreiben Barkhausens wurde er zum Forschungsprogramm Funkmesstechnik an die Dresdner Hochschule abgestellt. Beim Luftangriff im Februar 1945 war Mansfelds Arbeits- als auch Wohnumfeld zerstört und er wurde zur Erprobungsstelle der Luftwaffe auf den Fliegerhorst Köthen abkommandiert.
Mitte April 1945 wurde der Fliegerhorst zunächst von amerikanischen Einheiten besetzt und ab Juli von sowjetischen Truppen. Mansfeld wurde beauftragt deutsche Funkgeräte zu reparieren. Ende 1946 erhielt er eine Anfrage seines Mentors Barkhausen für eine Tätigkeit im Sachsenwerk Radeberg. Dieser Betrieb war seit Mitte 1946 ein SAG-Betrieb der „Vereinigung Gerät“. Anfang 1947 begann Mansfeld seine Tätigkeit und entwickelte ein Fernmesssystems für Flugkörper. Dabei leitete er mit 50 Fachkräften dieses streng geheime Militärprojekt, dieses lief mit der Übergabe des SAG-Betriebes am 1. Juli 1952 an die DDR aus. Im neugegründeten VEB Sachsenwerk Radeberg wurde er Abteilungsleiter im Fernmeldelabor der Entwicklung Richtfunktechnik. Ab 1963 koordinierte Mansfeld als Hauptabteilungsleiter Kommerzielle Nachrichtentechnik alle Entwicklungsabteilungen. Das Radeberger Werk wurde im Bereich Richtfunk führende Produktions- und Forschungsstätte im damaligen Ostblock. Parallel zur Tätigkeit in Radeberg nahm Mansfeld seit 1957 einen Lehrauftrag für Flugsicherungs- und Funkortungstechnik an der damaligen Fakultät für Luftfahrtwesen der TH Dresden wahr. Nach der Aufgabe des DDR-Flugzeugbaus 1961 wurde dieser Lehrauftrag vom Institut für Hochfrequenztechnik und Nachrichtenelektronik übernommen. 1969 habilitierte er sich mit einer Arbeit über den Kollisionsschutz in der Luftfahrt. Während seiner Forschungs- und Lehrtätigkeit meldete Mansfeld 20 Patente an.
Bis zum Eintritt ins gesetzliche Rentenalter geriet Mansfeld noch in persönliche Schwierigkeiten. Neben der Pflege seiner schwer erkrankten Frau erlitt er berufliche Rückschläge. Auf Grund seiner christlich geprägten Lebensauffassung geriet Mansfeld, der sich beruflich auch in einem militärisch sensiblen Forschungsbereich bewegte, in das Visier des Ministeriums für Staatssicherheit. Dies stufte ihn in der Auswertung der angestrengten Beobachtungen als DDR-feindlich ein. Ihm wurde die Lehrbefähigung auch im Zusammenhang mit seiner christlichen Grundhaltung an einer sozialistischen Hochschule abgesprochen, Mansfelds Vorlesungen wurden 1970 fristlos abgesetzt. Die Ausreise seiner Tochter in die Bundesrepublik Deutschland wurde ihm nachgetragen. Für das zu entwickelnde Breitband-Einheitssystem (BES) als neues Richtfunksystem mit 11 GHz schlug er eine Frequenz vor, die damals nur in den USA benutzt wurde. Dies wurde ihm beispielsweise als Wirtschaftssabotage nachgetragen.
Im Jahre 1978 emeritierte er ohne Anerkennung. An der Dresdner Hochschule für Verkehrswesen erhielt er Lehraufträge und hielt Vorlesungen über Navigation und Flugsicherung. Seine Lehrbriefe wurden Basis für mehrere Veröffentlichungen. Durch die Reisebestimmungen der DDR für Altersrentner war es ihm an internationalen Fachtagungen teilzunehmen und im Ausland Vorträge zu halten. Nach der politischen Wende in der DDR wurde Mansfeld durch die TU Dresden rehabilitiert, so nahm er ab 1991 – im Alter von 77 Jahren – seine Lehrtätigkeit als selbständiger Professor wieder aufnahm und hielt Vorlesungen zum Thema Funkortungs- und Navigationsanlagen. Später kam das Thema Satellitenortungssysteme dazu und er hielt Vorlesungen bis ins Jahr 2006, als er bereits 93 Jahre alt war.
Für seine Verdienste wurde er 1964 in der DDR als Verdienter Techniker des Volkes und 1998 mit dem Verdienstkreuz 1. Klasse des Verdienstordens der Bundesrepublik Deutschland ausgezeichnet.

## Buchpublikationen
- Anlagen für Navigation und Flugsicherung (Lehrbriefe). TU Dresden, 1967/1968.
- Der Kollisionsschutz im Rahmen der Flugsicherung und seine Lösungsmöglichkeiten mit bordeigenen Mitteln. Dresden, 1969.
- Funkanlagen für Ortung und Navigation. VMA-Verlag, Wiesbaden 1983.
- Funkortungs- und Funknavigationsanlagen. Hüthig, Heidelberg 1994, ISBN 3-7785-2202-7.
- Satellitenortung und Navigation. Vieweg & Teubner, Braunschweig 1998, ISBN 978-3-8348-0611-6.